# Starîi Hutir, Hlobîne
Starîi Hutir (în ucraineană Старий Хутір) este un sat în orașul raional Hlobîne din regiunea Poltava, Ucraina.

## Demografie
Componența lingvistică a localității Starîi Hutir
     Ucraineană (92,46%)
     Rusă (5,56%)
     Belarusă (1,59%)
     Alte limbi (0,4%)
Conform recensământului din 2001, majoritatea populației localității Starîi Hutir era vorbitoare de ucraineană (92,46%), existând în minoritate și vorbitori de rusă (5,56%) și belarusă (1,59%).